# Carlo Porro (politico)
Carlo Porro (Cantù, 30 aprile 1908 – 5 gennaio 1989) è stato un politico italiano.